# Darlington (Missouri)
Darlington és una població dels Estats Units a l'estat de Missouri. Segons el cens del 2000 tenia 113 habitants.

## Demografia
Segons el cens del 2000, Darlington tenia 113 habitants, 41 habitatges, i 30 famílies. La densitat de població era de 106,4 habitants per km².
Dels 41 habitatges en un 41,5% hi vivien nens de menys de 18 anys, en un 58,5% hi vivien parelles casades, en un 14,6% dones solteres, i en un 26,8% no eren unitats familiars. En el 26,8% dels habitatges hi vivien persones soles el 7,3% de les quals corresponia a persones de 65 anys o més que vivien soles. El nombre mitjà de persones vivint en cada habitatge era de 2,76 i el nombre mitjà de persones que vivien en cada família era de 3,33.
Per edats la població es repartia de la següent manera: un 36,3% tenia menys de 18 anys, un 8,8% entre 18 i 24, un 23,9% entre 25 i 44, un 19,5% de 45 a 60 i un 11,5% 65 anys o més.
L'edat mediana era de 33 anys. Per cada 100 dones de 18 o més anys hi havia 84,6 homes.
La renda mediana per habitatge era de 31.250 $ i la renda mediana per família de 32.250 $. Els homes tenien una renda mediana de 26.563 $ mentre que les dones 15.208 $. La renda per capita de la població era de 9.586 $. Entorn del 12,9% de les famílies i el 18,2% de la població estaven per davall del llindar de pobresa.

## Poblacions més properes
El següent diagrama mostra les poblacions més properes.